# Statistična vsota
Statistična vsota (ali tudi particijska funkcija, navadno se jo označuje s črko Z) je v statistični mehaniki fizikalna količina, ki opisuje sistem v toplotnem ravnovesju. Za zaprti sistem z disktretnimi energijskimi stanji se jo lahko izračuna kot
{\displaystyle Z=\sum _{i}\exp \left(-{\frac {E_{i}}{k_{\rm {B}}T}}\right)\!\,.}
Pri tem je Ei energija i-tega stanja, kB Boltzmannova konstanta, T pa absolutna temperatura. Indeks i teče po vseh energijskih stanjih.
Statistična vsota igra pomembno vlogo pri številnih pojmih statistične mehanike.

## Boltzmannova porazdelitev
Boltzmannova porazdelitev opisuje sistem razločljivih delcev v toplotnem ravnovesju pri dani temperaturi. Zanje velja, da verjetnostna gostota za zasedenost energijskega nivoja eksponentno pojema z njegovo energijo:
{\displaystyle w(E_{i})={\frac {N_{i}}{\sum _{i}N_{i}}}={\frac {e^{-E_{i}/k_{\rm {B}}T}}{\sum _{i}e^{-E_{i}/k_{\rm {B}}T}}}\!\,.}
Imenovalec je ravno statistična vsota.

## Odvisnost statistične vsote od temperature
Z naraščajočo temperaturo statistična vsota narašča. Če se izhodišče energijske skale postavi v osnovni energijski nivo, predstavlja statistična vsota merilo za to, kako je z naraščanjem temperature zasedenih vse več energijskih nivojev.

## Prosta energija
Statistična vsota je povezana s termodinamičnim potencialom, imenovanim prosta energija F:
{\displaystyle Z=e^{-\beta F}\!\,.}
Zaradi krajšega zapisa se je vpeljala količina {\displaystyle \beta =1/(k_{\rm {B}}T)}, inverzno temperaturo.

## Povprečna energija sistema
Če se pozna odvisnost statistične vsote od temperature, se lahko izračuna povprečno energijo sistema. 
{\displaystyle \langle E\rangle =\sum _{i}w(E_{i})E_{i}={\frac {\sum _{i}E_{i}e^{-\beta E_{i}}}{\sum _{i}e^{-\beta E_{i}}}}=\sum _{i}E_{i}e^{\beta (F-E_{i})}\!\,.}
Slednjo vsoto se najlažje izračuna, če se odvaja po β naslednji izraz, ki velja zaradi normalizacije (po vseh stanjih morajo biti porazdeljeni ravno vsi delci):
{\displaystyle \sum _{i}e^{-\beta (F-E_{i})}=1\!\,}
Velja:
{\displaystyle 0={\frac {\partial }{\partial \beta }}\sum _{i}e^{-\beta (F-E_{i})}=\sum _{i}{\frac {\partial }{\partial \beta }}e^{-\beta (F-E_{i})}=-F\sum _{i}e^{-\beta (F-E_{i})}+\sum _{i}E_{i}e^{-\beta (F-E_{i})}\!\,.}
Zadnji izraz je ravno iskani izraz. Odtod se dobi:
{\displaystyle \langle E\rangle ={\frac {\mathrm {d} (\beta F)}{\mathrm {d} \beta }}\!\,.}